# Usuki
Usuki (japanisch 臼杵市, -shi) ist eine Stadt in der Präfektur Ōita in Japan.

## Geographie
Usuki liegt südlich von Ōita und nördlich von Saiki.

## Geschichte
An der Bergseite von Usuki befindet sich eine Gruppe von 45 Stein-Buddhas, die als Nationales Monument registriert sind. 1563 errichtete der christliche Daimyō Ōtomo Sōrin (大友 宗麟; 1530–1587) in Usuki eine Residenz und machte den Ort zu einer Burgstadt.
William Adams landete im April 1600 in Usuki.
Usuki wurde am 1. April 1950 zur Stadt.

## Wirtschaft
Traditionelle Produkte sind Sojasauce und Miso, die Sojabohnenpaste. Es gibt auch Whiskey-Brennereien und Schiffswerften.

## Verkehr
- Straße
  - Higashikyūshū-Autobahn
  - Nationalstraße 10: nach Kagoshima oder Kikakyushu
- Zug
  - JR Nippō-Hauptlinie: nach Kagoshima oder Kitakyūshū

## Städtepartnerschaften
- Kandy, seit 1967
- Dunhuang, seit 1994

## Söhne und Töchter der Stadt
- Shōda Heigorō (1847–1922), Unternehmer
- Nogami Yaeko (1885–1985), Schriftstellerin
- Shigeru Sō (* 1953), Marathonläufer
- Takeshi Sō (* 1953), Marathonläufer
- Keiko Yamada (* 1972), Sängerin
- Akira Andō (* 1995), Fußballspieler
- Mei Kodama (* 1999), Sprinterin

## Angrenzende Städte und Gemeinden
- Ōita
- Saiki
- Tsukumi
- Bungo-Ōno